# Laval-le-Prieuré
Laval-le-Prieuré är en kommun i departementet Doubs i regionen Bourgogne-Franche-Comté i östra Frankrike. Kommunen ligger i kantonen Le Russey som tillhör arrondissementet Pontarlier. År 2022 hade Laval-le-Prieuré 33 invånare.

## Befolkningsutveckling
Antalet invånare i kommunen Laval-le-Prieuré
Referens:INSEE